# Thomas Cullinan (écrivain)
Ne doit pas être confondu avec Thomas Cullinan (diamantaire).
Pour les articles homonymes, voir Cullinan.
Œuvres principales
Les Proies (The Beguiled)
Thomas Cullinan , né le 4 novembre 1919 à Cleveland dans l'Ohio et mort le 11 juin 1995 à Cleveland Heights dans la même région, est un écrivain, dramaturge et scénariste américain. Il est notamment connu pour son roman Les Proies (The Beguiled), doublement adapté au cinéma.

## Biographie
Cullinan naît à Cleveland en 1919. Il suit les cours de la Notre Dame-Cathedral Latin School (en), puis de l'université Case Western Reserve à Cleveland.
Pendant ses études, il découvre le théâtre et s'essaie à l'écriture avec une première pièce nommée St. Columkille's Eve. Après ses études, il travaille au service comptabilité du quotidien The Plain Dealer. En 1957, il commence à écrire pour la chaîne de télévision KYW Channel 3. Il travaille ensuite comme scénariste pour la télévision, écrit des publicités radiophoniques et des documentaires. Il poursuit également l'écriture de pièces de théâtre, comme Mrs Lincoln, joué au Cleveland Play House pendant trois mois et consacré à l'épouse du président américain Abraham Lincoln, Mary Todd Lincoln.
Comme romancier, il est l'auteur de quatre romans. En 1966, il écrit un premier roman intitulé The Beguiled. Ce livre se déroule en 1864 et narre l'histoire d'un soldat nordiste, qui, blessé pendant la bataille de la Wilderness au cours de la guerre de Sécession, trouve refuge et asile dans un pensionnat pour jeunes filles confédéré.
En 1971, Don Siegel porte ce roman à l'écran et réalise le film homonyme Les Proies (The Beguiled) . Il offre le rôle principal à Clint Eastwood qui a pour partenaires féminines Geraldine Page, Elizabeth Hartman et Jo Ann Harris. 
En 2013, la maison d'éditions albigeoise Passage du Nord-Ouest traduit ce texte qui est repris par Payot & Rivages dans sa collection Rivages/Noir en 2014.
En 2017, la réalisatrice Sofia Coppola réalise une seconde adaptation de ce roman, avec Colin Farrell, Nicole Kidman, Elle Fanning et Kirsten Dunst dans les rôles principaux.
Cullinan a publié trois autres romans, non traduits en France.
Il décède à Cleveland Heights en 1995 à l'âge de 75 ans.

## Œuvre

### Romans
- The Beguiled ou A Painted Devil (1966) Publié en français sous le titre Les Proies, traduction de Morgane Saysana, Albi, Passage du Nord-Ouest, 2013, réédition, Paris, Payot & Rivages, coll. « Rivages/Noir » no 948, 2014
- The Besieged (1970)
- The Eighth Sacrament (1977)
- The Bedeviled (1978)

### Pièce de théâtre
- St. Columkille's Eve (1948)
- The Sentinel (1964)
- Native Shore
- Madigan's Wedding (1966)
- First Warm Day of Spring
- Mrs Lincoln (1968)
- Black Horse Tavern (1976)

## Filmographie

### Comme auteur adapté

#### Au cinéma
- 1971 : Les Proies (The Beguiled), film américain réalisé par Don Siegel d'après le roman éponyme, avec Clint Eastwood, Geraldine Page, Elizabeth Hartman et Jo Ann Harris
- 2017 : Les Proies (The Beguiled), film américain par Sofia Coppola d'après le roman éponyme, avec Colin Farrell, Nicole Kidman, Elle Fanning et Kirsten Dunst

## Source
- (en) James L. Neibaur, The Clint Eastwood Westerns, Lanham, Rowman & Littlefield Publishers, 2015, 196 p. (ISBN 978-1442245037), p. 77-85.